# MGWines Group
MGWines Group es un grupo bodeguero español dedicado principalmente a la producción y comercialización de vinos. Tiene su sede en Alicante y opera en diferentes territorios de la geografía española.

## Origen y evolución
El grupo vitivinícola fue fundado en 2014 y desde su origen está presidido por Luis Miñano San Valero, expresidente ejecutivo de la compañía de helicópteros Inaer. MGWines Group comenzó su actividad como productor vitivinícola con la adquisición de la Bodega Casa Corredor y Finca la Lagunilla para la elaboración de aceite de oliva virgen extra ecológico. Posteriormente la empresa incorporó al grupo distintas pequeñas bodegas, la última operación realizada en 2016 fue Bodegas Monóvar que alberga los toneles monoveros centenarios del Fondillón de Alicante.
Actualmente MGWines Group está integrado por seis bodegas de pequeñas dimensiones situadas en las provincias de Alicante, Albacete, Murcia, León y Almansa, cada una de ellas produce como máximo entre 150.000 y 200.000 botellas. De este modo, la compañía comercializa vinos bajo cinco diferentes Denominaciones de Origen Alicante, Vinos de la Tierra de Castilla (IGP Tierras de Castilla), Bullas, Bierzo y Almansa.
En su totalidad, la producción de vino de la compañía se asienta sobre una extensión de 180 hectáreas de viñedos propios, donde las principales variedades plantadas son, en tintos, Monastrell, Syrah, Mencía, Cabernet, Tempranillo, Garnacha Tintorera (Alicante Bouschet). Y en blancos, Moscatel, Macabeo, Chardonnay y Godello. Además, el grupo empresarial cuenta con una plantación de olivar de la variedad arberquina destinado a la elaboración de aceite virgen ecológico procedente de la Finca La Lagunilla en Villena (Alicante).

## Bodegas
MGWines Group es un grupo bodeguero formado por seis bodegas: 
- Bodegas Casa Corredor: Ubicada en localidad de La Encina, Caudete (Albacete) surge en 2003. La bodega se incorpora al grupo MGWines Group en 2013.

- Bodegas Estefanía: ubicada en pedanía de Dehesas, en Ponferrada (León) fue fundada en 1999 y fue adquirida por MGWines Group en 2014.[9]

- Bodegas Lavia: Es una bodega ubicada en el paraje natural de Venta del Pino, próximo a la localidad de Bullas (Murcia), fundada en 2003 pasa a formar parte de MGWines Group en 2014.  Vista exterior de las instalaciones de Sierra Salinas, una de las bodegas que pertenecen a MGWines Group.

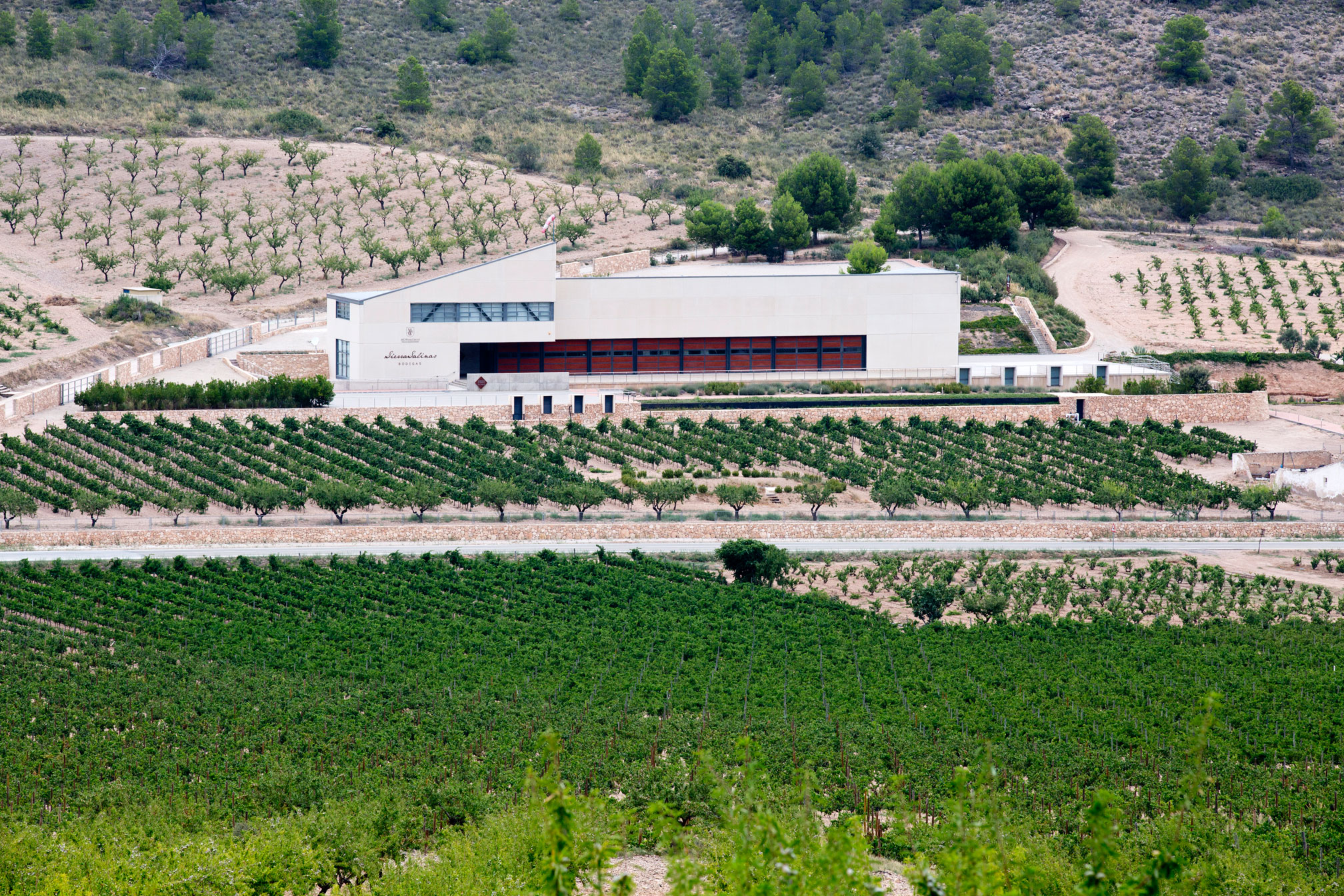
Vista exterior de las instalaciones de Sierra Salinas, una de las bodegas que pertenecen a MGWines Group.

- Bodegas Sierra Salinas: Ubicada en localidad de Villena (Alicante), concretamente en el paraje natural oeste de la de Sierra de Salinas fue fundada en el 2006 y pasa a ser propiedad de MGWines Group en el 2013
- Bodegas Monóvar: Ubicada en la localidad de Monóvar (Alicante), esta bodega entró a formar parte del grupo MGWines en 2016. Los viñedos e instalaciones de esta bodega se asientan entre la Laguna de Salinas y el Valle del Mañán, ubicada en la localidad de Monóvar (Alicante). La bodega posee toneles monoveros[10] que albergan vino Fondillón, de la Denominación de Origen de Alicante.
- Bodegas Venta la Vega: Ubicada en Almansa (Albacete), se encuentra el mayor viñedo de Garnacha Tintorera Ecológica de Europa. Esta bodega fue la última incorporación al grupo en el año 2017, y su valor diferencial es su producción ecológica y sostenible.